# Ceriana polistoides
Ceriana polistoides är en tvåvingeart som först beskrevs av Enrico Adelelmo Brunetti 1923.  Ceriana polistoides ingår i släktet griffelblomflugor, och familjen blomflugor. Inga underarter finns listade i Catalogue of Life.